# Sülzenberg (Oberdollendorf)

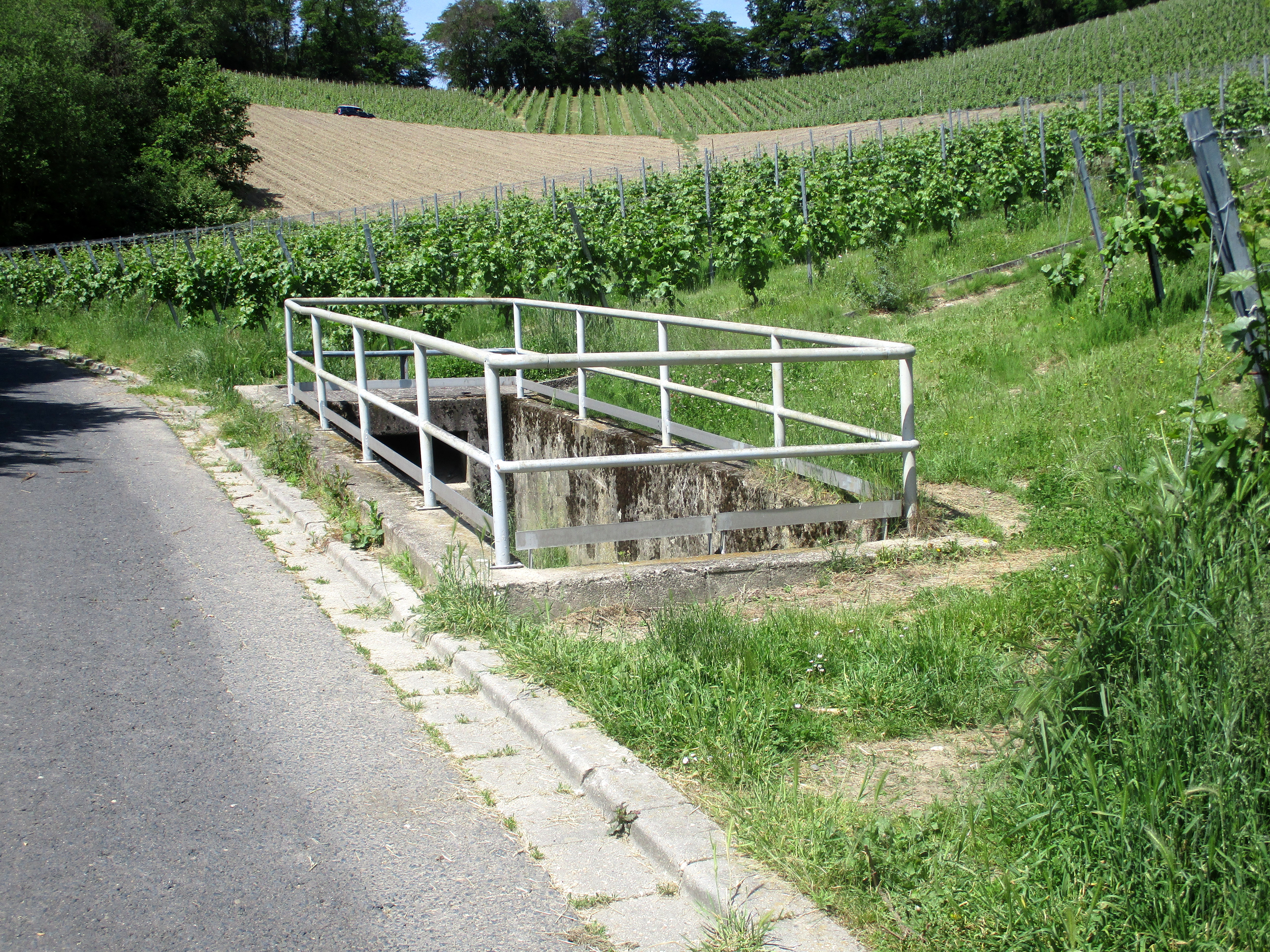
Der Sülzenberg mit Rückhaltebecken

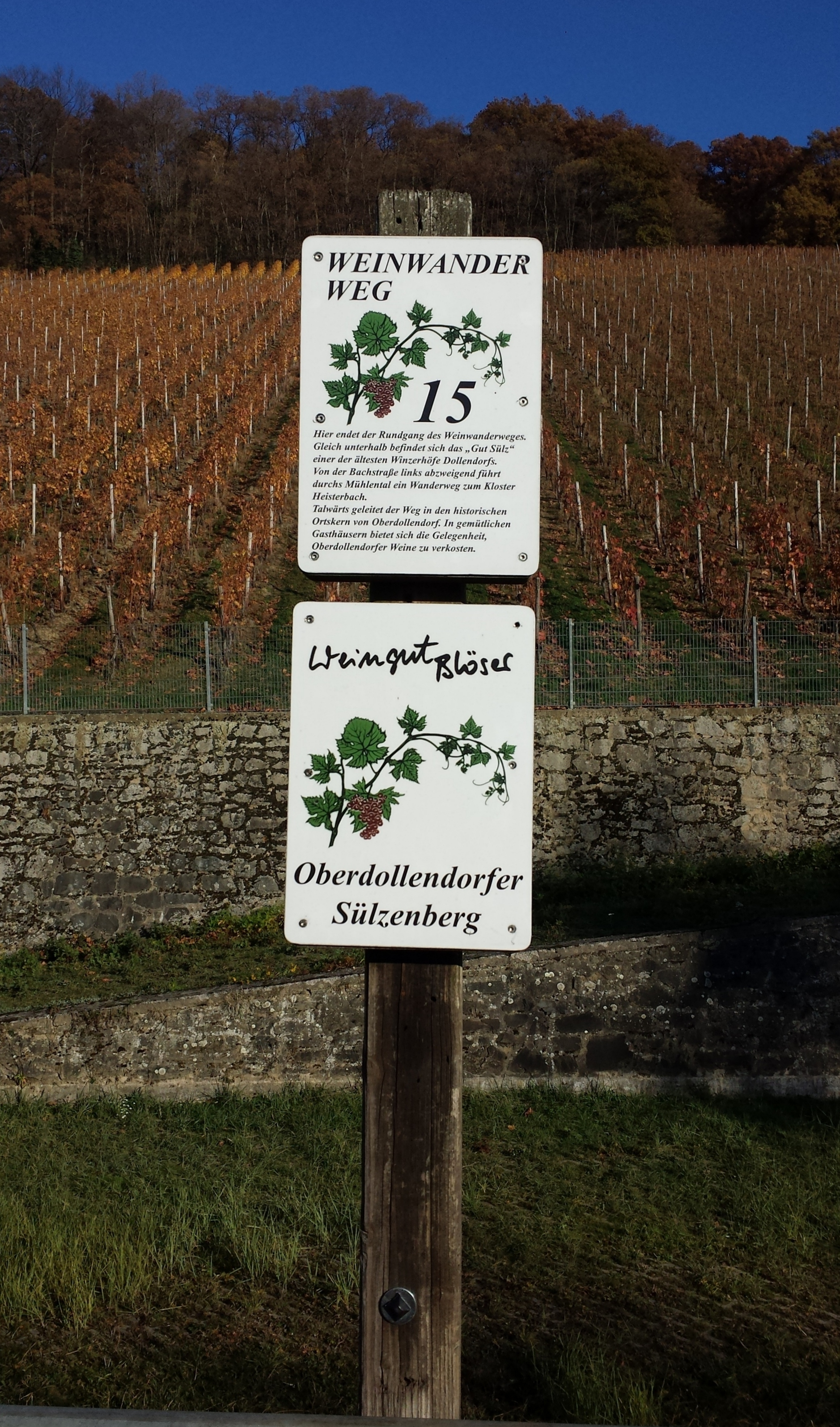
Der Sülzenberg am Oberdollendorfer Weinwanderweg

Der Sülzenberg ist eine Weinlage im Königswinterer Stadtteil Oberdollendorf.
Der Sülzenberg ist Teil des Weinbaubereichs Bereich Siebengebirge der Großlage Petersberg des Anbaugebietes Mittelrhein und liegt im deutschen Bundesland Nordrhein-Westfalen. Die Lage hat eine Größe von 3 Hektar. Die Lage befindet sich am Westhang der Dollendorfer Hardt und weist einen Lehm- und Lössboden auf Grauwacke auf.
Der Sülzenberg gehört mit dem Rosenhügel und dem Laurentiusberg zu den ältesten Weinbergen im Siebengebirge. Er gehörte ehemals zum Gut Sülz, einem der größten Weingüter des Klosters Heisterbach,  der der Lage seinen Namen verdankt und direkt unterhalb des Weinbergs liegt. Die heutige Lage ist mit der 1978 erfolgten Flurbereinigung entstanden. Angebaut werden verschiedene Weiß- und Rotweine wie  Riesling, Müller-Thurgau oder Rotling.